# Guy Buchaille
Guy Buchaille (né le 20 août 1932) à Mâcon est un coureur cycliste français, professionnel de 1952 à 1958.

## Palmarès

### Par année
- 1952
  - Paris-Ézy
  - 13e étape de la Route de France
- 1953
  - 2ea étape du Critérium du Dauphiné libéré (contre-la-montre par équipes)
- 1956
  - 3e de la Poly Lyonnaise
- 1958
  - 3e de la Poly Lyonnaise
- 1959
  - Circuit des Deux-Ponts Montceau-les-Mines

### Résultats sur les grands tours

#### Tour de France
2 participations
- 1953 : abandon (10e étape)
- 1957 : abandon (4e étape)